# Anger (Passau)

Ortsteile der Altstadt:
1: Altstadt Ortsmitte
2: Neumarkt
3: Anger
4: Bschütt
5: Oberhausberg

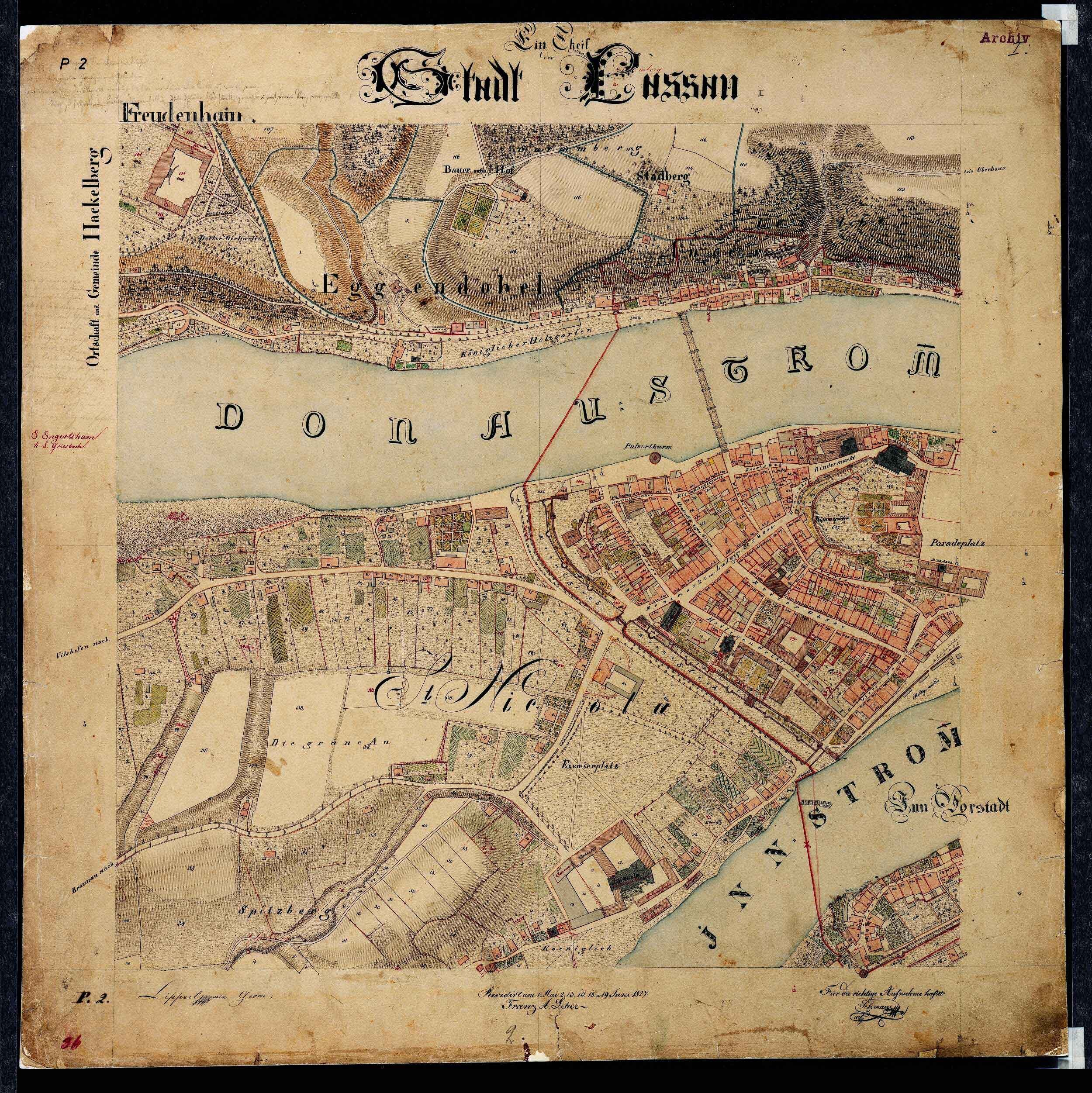
Anger östlich von Eggendobel im nordöstlichen Bereich des historischen Kartenblatts

Der Anger ist ein nicht offizieller Ortsteil der Altstadt der kreisfreien Stadt Passau in Niederbayern.

## Lage
Der Anger liegt als schmaler Streifen auf dem Nordufer der Donau. Er wird im Norden durch den Georgsberg, im Osten durch den Ilzdurchbruch und im Westen durch den kanalisierten Bergfriedbach begrenzt.

## Geschichte
Der Bereich nördlich der Donau diente ursprünglich nur als Weideplatz, bis im 13. Jahrhundert eine kleine Ansiedlung von Fischern, Bootsbauern und Winzern entstand. Die Verbindung zur Altstadt besorgte zunächst eine Fähre, bis 1278 eine Donaubrücke erbaut wurde. Der Ortskern des Straßendorfes lag unmittelbar östlich der Brücke und dehnte sich dann nach Westen aus. 1388 wurde der Anger ebenso wie die Innstadt durch österreichische Truppen niedergebrannt und 1482 ebenso wie die Ilzstadt durch Beschuss von der Veste Oberhaus aus beschädigt.
Der Anger bildete ein eigenes Viertel mit einem Viertelmeister. Beim Stadtbrand von 1680 war auch der Anger betroffen, da sich der Brand über die hölzerne Donaubrücke ausbreitete. Seit dem 17. Jahrhundert umfasste der Anger nur noch die Häuserzeile am Fuß der Oberhauser Steilwand ohne Eggendobl und die auf den Südhängen gelegenen Freigüter, die mit Hacklberg zum Landgericht Oberhaus gekommen waren. Die Grundrechte in der Vorstadt Anger teilten sich im ausgehenden 18. Jahrhundert das Innpropstgericht, das Kloster Niedernburg und das Spital St. Johann. Seit 1762 ist der Anger über das Felsentor mit der Ilzstadt verbunden. Bei der Bildung des Steuerdistriktes Passau 1808 wurde eine eigene Sektion Anger (neben Passau, Innstadt und Ilzstadt) gebildet. Das um 1250 erbaute Angertor im Westen wurde 1823 abgebrochen. Neben der Maxbrücke verband ab 1869 der Kettensteg den Anger mit der Altstadt. Der Steg wurde später durch die Luitpoldbrücke ersetzt. Seit 1910 heißt der Westabschnitt der Angerstraße Parkstraße.
Bis zur Gebietsreform in Bayern mit der Eingliederung der Gemeinden Hacklberg und Grubweg im Jahr 1972 blieb der Anger ein Vorposten der Stadt Passau am Nordufer der Donau. Vor den Umbauarbeiten zwischen 1968 und 1976 war er ein sehr dichtbesiedelter Ortsteil: Es gab dort sieben Wirtshäuser, zwei Lebensmittelgeschäfte, eine Metzgerei, eine Bäckerei, die Kolonialwarenhandlung Zellner und die Kohlenhandlung Barnessoi. Als die Umbauarbeiten dann begannen, wurden viele Gebäude abgerissen, nicht wenige dieser Einrichtungen mussten schließen und zahlreiche Bewohner umgesiedelt werden. Seit dem Abriss der Maxbrücke im Jahr 1971 wird der Anger durch die achtspurige Schanzlbrücke mit der anderen Seite der Donau verbunden. Nur die nördliche Häuserzeile ist erhalten, während die südliche dem Straßenverkehr weichen musste. Die Angerstraße wurde 1976 vierspurig ausgebaut und ist seither eine stark befahrene Stadtstraße.
Seit 2024 beginnt gegenüber der Luitpoldbrücke der Georgsbergtunnel.